# Przetoka okołoodbytnicza
Przetoka okołoodbytnicza, przetoka odbytu, przetoka odbytnicza (łac. fistula perianalis) – wyścielony specjalnym nabłonkiem wąski kanał lub przewód łączący skórę okolicy okołoodbytniczej (tzw. ujście zewnętrzne przetoki) z kanałem odbytu lub odbytnicą (tzw. ujście wewnętrzne przetoki). Powstanie przetoki związane jest z zapaleniem gruczołów okołoodbytowych zlokalizowanych w przestrzeni międzyzwieraczowej. Niekiedy przetoka może powstać jako stan zejściowy po spontanicznej perforacji ropnia okołoodbytniczego.

## Podział
Wyróżnia się pięć podstawowych rodzajów przetok okołoodbytniczych: 
- podskórna/podśluzówkowa
- międzyzwieraczowa
- przezwieraczowa
- nadzwieraczowa
- ponadzwieraczowa.

## Objawy
Objawami przetoki mogą być: sączenie, ból, przewlekły stan zapalny. Bywają również przetoki bezobjawowe (asymptomatyczne).

## Rozpoznanie
Diagnostyka przetok polega na badaniu okolicy i kanału odbytu pod narkozą za pomocą cienkich metalowych sond.

## Leczenie
Przetoki wymagają zazwyczaj leczenia operacyjnego. 
W przypadku przetok dystalnych (niskich) metodą z wyboru jest nacięcie przetoki (tzw. lay open), a w przypadku przetok proksymalnych (wysokich) istnieje szereg zabiegów mających różną skuteczność: założenie setona, nacięcie połączone z rekonstrukcją zwieraczy odbytu, implantacja stożka (anal fistula plug), wykonanie endorectal advancement flap, wstrzyknięcie kleju fibrynowego oraz inne techniki (FiLaC = fistula-tract laser closure, LIFT = ligation of intersphincteric fistula tract). Przetoki bezobjawowe nie są absolutnym wskazaniem do operacji.